# 吴敬梓
吳敬梓（1701年—1754年11月），字敏轩，一字文木，号粒民，安徽全椒人，清代现实主义小说家。又因移居江寧（今南京市），所以自称“秦淮寓客”。《儒林外史》作者。

## 生平

### 全椒
清康熙四十年（1701年），生於滁州全椒縣。世代為地方世族，“家声科第从来美”，曾祖吴国对是顺治年间的探花。祖父吳旦是個監生，伯叔祖吳晟、吳昺皆秀才及第，“一时名公巨卿多出其门”。吴敬梓十三岁丧母，十四岁随父吴霖起至赣榆任所。少時有文名，他“读书才过目，辄能背诵”，十八岁考取秀才，此年父吴霖起病故，但止於此，科舉場上一直不順遂。
吴父生前留下了白銀二萬多兩的鉅額遺產，可是敬梓“素不習治生，性富豪上”“傾酒歌呼，窮日夜”，“生性豁达，急朋友之急”，族人之间有“夺产之变”，“兄弟参商，宗族诟谇”，視之為敗家子，“乡里传为子弟戒”。

### 移居南京
雍正十一年（1733年）二月，吴敬梓与续弦叶氏移家金陵秦淮水亭，住在秦淮河畔的白板橋西，家境已困，仍好交友，“四方文酒之士，推為盟主”。
乾隆元年（1736年），安徽巡撫趙國麟、江宁巡导唐时琳，和学政郑江力荐他前去参加博学鸿词科廷试，他因消渴加劇拒绝，堂兄吴檠、友人程廷祚則落选而归。晚年生活困顿，要靠卖文和朋友接济度日，“囊无一钱守，腹作千雷鸣”，以至以书易米。每年一到冬天，氣溫苦寒，与朋友在晚上到城外绕行，歌吟啸呼，稱之為“暖足”。

### 扬州送别卢见曾
乾隆五年（1740年）五月，时年40岁的吴敬梓第三次前往扬州，求助于朋友、两淮盐运使卢见曾。适逢卢获罪远戍，吴敬梓与江昱送行，题诗《奉题雅雨大公祖出塞图》于高凤翰所绘的《雅雨山人出塞图》长卷。

### 结交程晋芳
乾隆六年（1741年），吴敬梓在南京结识程晋芳，二人一见如故，随即结为密友。当时程晋芳二十四岁，吴敬梓四十一岁。程晋芳是侨寓淮安的徽州盐商后代，酷爱读书，程邀请吴到淮安作客，当年吴敬梓即应邀赴淮安造访程晋芳，作客数月方归。程晋芳在《文木先生传》描述：“出城南门，绕城堞行数十里，歌吟啸呼，相与应和，逮明，入水西门，各大笑散去，夜夜如是，谓之暖足。”“余生平交友，莫貧於敏軒。抵淮訪余，檢其橐，筆硯都無。余曰：此吾輩所倚以生，可暫離耶？敏軒笑曰：吾胸中自有筆墨，不煩是也。其流風餘韻，足以掩映一時。窒其躬，傳其學，天之於敏軒，倘意別有在，未可以流俗好尚測之也。”萧湖别墅，诗词唱和。“偶游淮海间，设帐依空园。……《外史》纪儒林，刻画何工妍。吾为斯人悲，竟以稗说传。”五年后吴敬梓再次赴淮，这次吴敬梓更加穷困，以至笔砚都无。乾隆17年（1752年）春，程晋芳由淮安去南京应乡试，又与严东有一起拜访吴敬梓，游览湖山，赋诗取乐，“风雨晨夕，三人往来最密也”。 吴敬梓在仪征曾投靠革职回乡的官绅杨凯，由于生活困窘，他有《雨》詩曰：“明晨衔泥问杨子，妻儿待米何时还。”

### 客死扬州
吴敬梓多次往来扬州、淮安一带。乾隆十九年甲戌（1754年），吴敬梓第六次造访扬州，十月，在扬州偶遇好友程晋芳，当时程晋芳也从富裕的盐商开始陷入贫困落魄，七日程將返淮，先生指明月日：「與子別後，會不可期。即景悢悢，欲構句相贈，而澀于思，當俟異日耳。」二十八日與北京南下的王又曾在舟中痛飲銷寒。夜间歸家後，酒酣耳熱，痰湧氣促，救治不及，頃刻辭世。卢见曾承担丧葬费用，使吴敬梓得以归葬金陵。程晋芳回到淮安后不久，即接到扬州讣告。程闻讯后作诗《哭敏轩》三首，有“死恋扬州好墓田”诗句，以及《文木先生传》文一篇。这些诗文是研究吴敬梓生平，撰写年谱、传记的重要资料。

## 著作

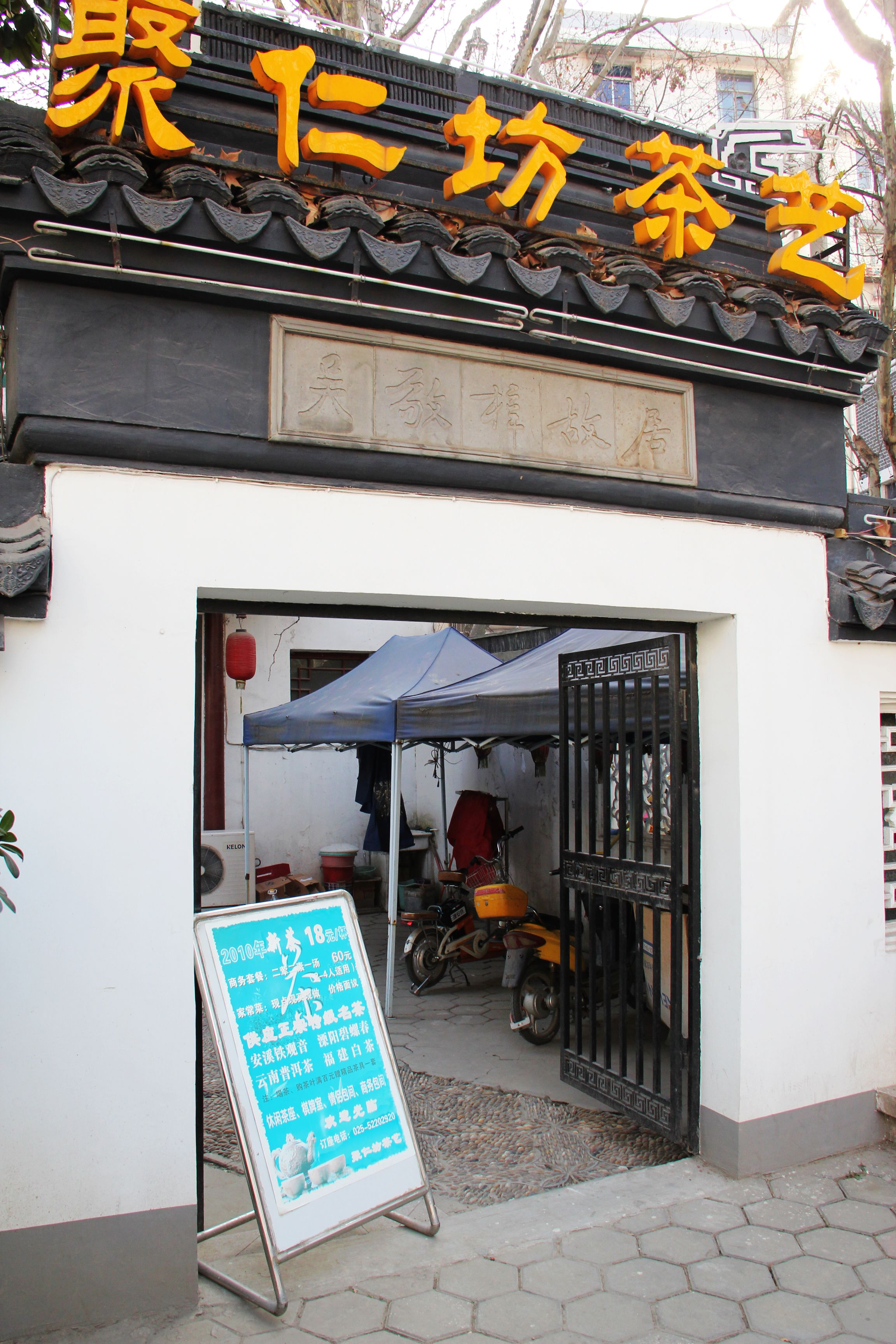
南京桃叶渡8号吴敬梓故居纪念馆

吴敬梓根据切身体验所作《儒林外史》，从多方面揭露現實社会的丑恶面貌。為避免當時肆虐的文字獄，吴敬梓在書中使用障眼法，假托明代人物，實際經近人考證皆為當代（譬如古道熱腸的書呆子馬二先生即當時實有其人）。楔子中的王冕為作者理想中的讀書人，而磊落灑脫又無意仕進的天長杜少卿（杜儀）被普遍認為是作者的自畫像。吴敬梓耗費近20年完成这部小说，完成时49岁。
《儒林外史》揭露科举制度和傳統礼教的不合理，批评清代社会辛辣但又不失風度的风气，是中国古典讽刺小说的典范。吳敬梓具有先于時代的婦女觀，如贊同寡婦再嫁、鼓勵受騙的婦女如沈瓊枝積極反抗壓迫。
吴敬梓另作有《文木山房集》。程晋芳在《文木先生传》中说有“《诗说》若干卷”，惜已失傳。

## 家庭
吴敬梓育有三子，長子是吳烺。

## 傳記
- 程晉芳《吳敬梓傳》
- 胡適《吳敬梓年譜》

## 纪念
- 吳敬梓紀念館：位於全椒城北郊走馬崗，隔著襄河與吳敬梓故居探花地舊址相望。該館於1986年建成對外開放，建築仿明清風格，雕樑畫棟，曲檻廊回。館內珍藏眾多吳氏家珍，名家著述和名人字畫，是全國吳學研究重要基地；全椒對外視窗；人民群眾休憩娛樂場所。

- 吳敬梓故居：全椒實施打造儒林文化品牌，重建吳敬梓故居。故居占地面積7190平方米，建築面積2850平方米，分主體建築、花園景觀、輔助用房三大區域，盡顯儒林風韻。經過四年修繕施工和資料整理，位於全椒縣襄河鎮河灣社區的吳敬梓故居2015年2月16日正式免費對外開放。

- 南京吴敬梓纪念馆（吴敬梓南京故居秦淮水亭）：南京市秦淮区东关头路25号